# Никола Рачев (комунист)
Никола Иванов Рачев с псевдоним Войводата е деец на Българскатя комунистическа партия, партизанин, генерал-лейтенант.

## Биография
Никола Рачев е роден на 14 юни 1903 година в разложкото село Баня. В 1921 година става член на Българския комунистически младежки съюз. Между 1921 и 1926 г. е ученик в реална гимназия в Разлог. През 1923 година взема участие в Септемврийското въстание. След разгрома се опитва да възстанови комунистическите организации в Мехомия, Банско, Белица, Якоруда и Баня. Учител е в Брежани (1926 – 1927) и Баня (1928 – 1929). Уволнен е за комунистическа дейност. След това се занимава със земеделие. В периода 1928 – 1934 година организира групи на ВМРО (обединена) в Разложка околия. Служи като връзка на местната организация с централното ръководство на ВМРО (обединена). През 1930 – 1932 година работи като деловодител при държавния бирник в Якоруда, Бабяк и Белица.
Преследван от ВМРО бяга в София, където организира нелегална печатница. В 1932 година става член на БКП. От 1934 г. е бирник в Карлово. В 1935 – 1940 година е бирник в Якоруда, в 1940 – 1941 година – в Банско, а в 1941 година – в Самоков. Член е на Районния комитет на БКП в Якоруда от 1937 г. Участва в Соболевата акция в Разлога (1940 – 1941). От 1942 до 1944 година е секретар на Околийския комунистически комитет в Разлога.
Участва в Съпротивително движение по време на Втората световна война. Заедно с Никола Парапунов, Константин Кантарджиев, Крум Радонов, създават през юли 1941 г., Разложката чета. Участва в набавянето на оръжие от разбитата линия „Метаксас“. От август 1941 г. е член на Околийския комитет на БКП в Разлог, а от март 1942 г. негов секретар. Между февруари и ноември на 1944 година е секретар на Областния комитет на БКП в Горна Джумая. От месец февруари 1944 година е политически комисар на Четвърта Горноджумайска въстаническа оперативна зона.
След Деветосемптемврийския преврат е политически комисар на гвардейски части и секретар на Областния комитет на БКП в Горна Джумая. Областен началник на МВР-Горна Джумая (февруари 1945 – 1951) и след това е заместник-началник на IV управление (обслужване на транспорта) на Държавна сигурност по народната милиция в София (1951 – февруари 1952). В периода 1952 – 1958 г. е началник на Централно управление „Противопожарна защита“ при МВР. От 10 февруари 1958 г. е началник на Окръжното управление на МВР в София, а след това и на Градското управление на МВР в София. От 18 февруари до 15 октомври 1962 г. е началник на специалната школа „Георги Димитров“ при МВР. От ноември 1962 г. е началник на управление по резервния щат на МВР. За един мандат е народен представител. Член е на бюрото на градския комитет на БКП в София (1957 – 1961). От 19 септември 1959 г. е генерал-майор.
Носител е на орден „Георги Димитров“ (1973, 1983). С указ № 1512 от 13 юли 1973 година е обявен за герой на социалистическия труд. В 1983 година – за герой на НРБ.